# Свере Лунде Педерсен
Свере Лунде Педерсен (Берген, 17. јул 1992) је норвешки брзи клизач. 
На Олимпијским играма у Сочију 2014. заузео је пето место на 5000м и у екипној потери, а на 1500м био је осми. На Олимпијским играма у Пјонгчангу 2018. освојила је бронзу на 5000м и злато у екипној потери.
Са Светских првенстава у вишебоју има сребро из 2015. и бронзу из 2016. Са Светских првенстава у појединачним дистанцама има сребро у екипној потери и бронзу на 5000м из 2016. и бронзу у екипној потери из 2017.